# 麻生武
麻生 武（あさお たけし、1949年 - ）は、日本の心理学者、奈良女子大学名誉教授。専門は発達心理学で、日誌研究で知られる。幼児の遊びや想像力についての研究者であり、自閉症児の発達をプレイセラピ―を通してサポートする活動も行う。

## 経歴
1972年京都大学理学部卒業（数学）。1974年京都大学教育学部心理学専攻卒。1982年大阪市立大学大学院文学研究科後期博士課程単位取得満期退学。1984年京都国際社会福祉センター研究員、1985年相愛女子短期大学専任講師、1989年助教授、1990年奈良女子大学文学部助教授 。1997年「身ぶりからことばへ -私たちの起源 共同化された世界と身体の成り立ち」で大阪市大学より文学博士の学位を取得
、奈良女子大学大学院人間文化研究科教授。2003年から2005年まで日本発達心理学会理事長。奈良女子大学文学部附属幼稚園園長
や、奈良女子大学理系女性教育開発共同機構特任教授を務める。
『身ぶりからことばへ』（1992年）は長男の生後1年目、『〈私〉の誕生 生後2年目の奇跡』（2020年）は生後2年目、『兄と弟の3歳 仲間の世界へ』（2021年）は長男と次男の生後4年目の観察日誌資料に基づく研究であるほか、1987年から1990年にかけてビックリマンシールの流行下における兄弟と周囲の子どもについての観察記録に基づく研究が『6歳と3歳のおまけシール騒動』（2023年）としてまとめられている。

## 著書
- 『身ぶりからことばへ 赤ちゃんにみる私たちの起源』新曜社 1992
- 『子どもと夢』岩波書店 1996 子どもと教育
- 『ファンタジーと現実』金子書房 1996 認識と文化
- 『乳幼児の心理 コミュニケーションと自我の発達』サイエンス社 2002 コンパクト新心理学ライブラリ
- 『発達と教育の心理学 子どもは「ひと」の原点』培風館 2007 心理学の世界 教養編
- 『「見る」と「書く」との出会い フィールド観察学入門』新曜社 2009
- 『〈私〉の誕生 生後2年目の奇跡』1,2東京大学出版会 2020
- 『兄と弟の3歳仲間の世界へ : 日誌的観察記録から』 ミネルヴァ書房  2021
- 『6歳と3歳のおまけシール騒動 : 贈与と交換の子ども経済学』新曜社 2023

## 共編著
- 『講座生涯発達心理学 第2巻 人生への旅立ち 胎児・乳児・幼児前期』内田伸子と責任編集 金子書房 1995
- 『遊びという謎』綿巻徹共編 ミネルヴァ書房 1998 シリーズ/発達と障害を探る
- 『年齢の心理学 0歳から6歳まで』岡本夏木共編 ミネルヴァ書房 2000
- 『野性の教育をめざして 子どもの社会化から超社会化へ』亀山佳明、矢野智司共編 新曜社 2000
- 『からだとことばをつなぐもの』浜田寿美男共編著 ミネルヴァ書房 2003 人との関係に問題をもつ子どもたち
- 『教育心理学』無藤隆共編著 北大路書房 2004 保育ライブラリ 子どもを知る
- 『よくわかる臨床発達心理学』浜田寿美男共編 ミネルヴァ書房 2005 やわらかアカデミズム・<わかる>シリーズ
- 『育ちと学びの生成』無藤隆共編 東京大学出版会 2008 質的心理学講座